# 吉姆拉區
36°34′53″N 5°53′06″E / 36.5814°N 5.8849°E

吉姆拉區（阿拉伯语：‎），是阿爾及利亞的行政區，位於該國東北部，由吉傑勒省負責管轄，首府設於吉姆拉，面積145平方公里，1998年人口22,297，人口密度每平方公里150人。